# Milica Janković
Milica Janković (Požarevac, 23 de novembro de 1881 – Niška Banja, 27 de julho de 1939) foi uma escritora sérvia, também conhecida pelo pseudônimo Leposava Mihajlović.

## Biografia
Milica Janković era a terceira filha do comerciante Danilo Janković, da cidade de Požarevac, e possuía duas irmãs mais velhas e um irmão mais novo. Durante sua infância, o pai teve perdas financeiras, que levaram à falência do negócio familiar e a divergências entre o casal. Em 1884, a mãe requisitou divórcio e levou os filhos para a cidade de Veliko Gradište, sua cidade natal, cortando os laços com o marido. Milica praticamente não guardou recordações de seu pai, passando a infância em Veliko Gradište até 1892, onde terminou a escola primária. 
Milica se mudou para Belgrado, onde cursou a Escola Secundária para Meninas, de 1892 a 1899, e se formou na Escola de Pintura de Belgrado, que era uma instituição privada naquele período. Ela foi indicada como professora de pintura e desenho na Escola Secundária para Meninas de Kragujevac. 
Em 1900, se matriculou na Universidade de Belgrado, no curso de Língua Russa, onde o professor Radovan Košutić reconheceu e incentivou seu talento para a tradução literária.  Em 1904, mudou-se para Munique para estudar pintura. No entanto, nesse período começou a sentir os sintomas do reumatismo crônico, que a fez permanecer em repouso por quase 20 anos. 
Entre 1906 e 1912, Milica viveu com uma irmã na cidade de Smoljnice, de onde enviou seu primeiro trabalho literário para Jovan Skerlić, editor do jornal Srpski književni glasnik. Com o apoio de Skerlić, ela foi indicada para o cargo de professora na Escola Secundária para Meninas de Belgrado. Em 1912, voltou a estudar russo na universidade.
Durante a Primeira Guerra Mundial, em 1914, esteve em tratamento em Split. Voltou para a Sérvia através da Itália e da Grécia. Durante a Ocupação, entre 1915-1918, viveu em Vrnjačka Banja e Trstenik. Em 1926, licenciou-se devido à doença. De 1926 a 1928, viveu em Paris para tratamento médico. 
Em outubro de 1927, um evento literário organizado no auditório da Universidade de Belgrado reuniu participantes do cenário literário da Sérvia: Pavle Popović, Sima Pandurović, Isidora Sekulić, Vladimir Ćorović, Desanka Maksimović, Velimir Živković Massuka. Nessa ocasião, reuniram recursos para auxiliar o tratamento de Milica em Paris. 
A partir de 1928, a escritora teve que viver em repouso em razão do reumatismo. Ela viajou em busca de tratamento para Dubrovnik, Split, Cavtat, Vrnjci, Niška Banja e Trstenik. 
Em julho de 1939, Milica Janković morreu em Niška Banja, numa instituição de repouso perto de Niš. Foi enterrada em 28 de julho de 1939, em Belgrado. Recebeu homenagens de Vladimir Ćorović, Pavle Stefanović, Dragiša Vasić, Mladen Ćurić, Isidora Sekulić, e Sima Pandurović. A autora viveu modestamente, nunca se casou e nem teve filhos. Escreveu poemas em verso e prosa, contos para adultos, jovens e crianças, novelas, esboços, ensaios, representações literárias e artísticas.